# إبراهيم النغيثر
إبراهيم النغيثر فنان تشكيلي سعودي (1956م، الدوادمي). يعد من مؤسسي الفن التشكيلي المعاصر بالدوادمي هو وعلي الطخيس وآخرين، كما أشرف على قسم العلاج بالفن في مجمع الأمل للصحة النفسية في الرياض منذ عام 1987م، وأقام العديد من المعارض منها معرض «إرث» عام 2024م.

## العمل
- عضو مؤسس لمرسم نادي الدرع في محافظة الدوادمي.
- عضو مؤسس لجماعة فناني الدوادمي التشكيليين.
- عضو جمعية الثقافة والفنون.
- عضو مؤسس للجمعية السعودية للفنون التشكيلية.[2][4]

## المعارض الفنية والمشاركات
- معرض شخصي في صالة إبداع بالقطيف في ديسمبر 2004م.[5][6]
- شارك في المعرض التشكيلي الأول للفنانين التشكيليين في الدوامي في جامعة شقراء عام 2016م.[7]
- شارك في معرض «لوحة في كل بيت» في أتيليه جدة للفنون التشكيلية عام 2022م.[8]
- شارك في معرض "مختارات عربية" الخامس عشر في أتيليه جدة للفنون الجميلة في أكتوبر 2024م.[9]
- معرض شخصي عنوان «إرث» في إرم جاليري في الرياض في نوفمبر 2024م.[2]

## الجوائز
- حصل على المركز الأول للتصوير الزيتي في معرض الرسم بأبها عام 1987م.
- حصل على المركز الأول في المعرض المقام في حائل وتبوك والجائزة الثانية في مسابقة التصوير الزيتي الحادي عشر في الدمام.[2]